# Mimì Bertè (1996)
Mimì Berté è una raccolta di Mia Martini pubblicata nel 1996 dalla On Sale Music in edizione limitata, e contiene alcuni brani rimasti inediti per oltre trent'anni,che avrebbero dovuto comporre l'album di Mimì Berté, vero nome della cantante utilizzato anche per i suoi primissimi dischi.

## Tracce[1]
1. Come puoi farlo tu - inedito
2. Non pentirti dopo
3. Ed ora che abbiamo litigato
4. Evviva il surf - inedito
5. Se mi gira l'elica
6. Il magone
7. Mi dicono - inedito
8. Lontani dal resto del mondo
9. I miei baci non puoi scordare
10. La prima ragazza - inedito
11. Insieme
12. Let me tell you
13. Samba di una nota - inedito
14. Solai / Desafinado / Ombrello blu - inedito